# Nanzdietschweiler
Nanzdietschweiler település Németországban, Rajna-vidék-Pfalz tartományban. Lakosainak száma 1142 fő (2023. december 31.).

## Népesség
A település népességének változása:
| Lakosok száma | 1273 | 1146 | 1156 | 1140 | 1137 | 1142 |
|               | 1975 | 2017 | 2019 | 2021 | 2022 | 2023 |